# Ursus C-362
Ursus C-362 – średni ciągnik rolniczy produkowany w latach 1976–1987 w Zakładach Mechanicznych Ursus w Warszawie. Zostały wyprodukowane 1674 sztuki tego modelu.

## Historia modelu
W styczniu 1980 roku Zrzeszenie Przemysłu Ciągnikowego Ursus rozpoczęło produkcję seryjną kołowego ciągnika rolniczego Ursus C-362 powstałego na bazie ciągnika C-360 Najważniejsze zmiany konstrukcyjne w stosunku do ciągnika C-360 polegają na wprowadzeniu:
- układu kierowniczego ze wspomaganiem hydraulicznym
- nowej komfortowej i bezpiecznej kabiny
- ogrzewania kabiny i nawiewu świeżego powietrza
- nowej instalacji elektrycznej kabiny i ciągnika
- dwóch zbiorników paliwa
- nowych dźwigni sterujących podnośnikiem hydraulicznym
- nowej maski ciągnika

Ciągnik ten posiadał identyczne parametry techniczne jak Ursus C-360, zmieniono stylizację maski (górna część maski jest ustawiona pod skosem, przypomina tą zainstalowaną w ciągniku Ursus 1014 czy Ursus 1614), ponadto w późniejszych wersjach lampy reflektorów są zabudowanie w karoserię, do ulepszeń należy dodać zainstalowanie hydrostatycznego układu kierowania oraz kabinę.

### Dane techniczne
- Klasa uciągu – 0,9 T

#### Dane ogólne
- Napęd – 2x4
- Max. prędkość jazdy – 25,4 km/h
- Koła przód – 7.50-16,6 PR
- Koła tył – 14,9/13-28 lub 12.4/11-36
- Masa bez obciążników – 2020 kg

#### Silnik
- Typ – Ursus S-4003
- Rodzaj – wysokoprężny, chłodzony cieczą
- Liczba cylindrów – 4
- Pojemność – 3121 cm³
- Średnica/skok tłoka – 95x110 mm
- Moc znamionowa – 38,2 kW (52 KM) DIN przy 2200 obr./min
- Max. moment obrotowy – 190 Nm przy 1500-1600 obr./min
- Stopień sprężania – 17:1
- Jednostkowe zużycie paliwa przy mocy znamionowej – 265 g/kWh tj. max. 10,2 kg/h przy pełnym obciążeniu
- Kolejność zapłonów – 1–3–4–2
- pompa wtryskowa typu P24T8-3a71BIFVR
- regulator obrotów typu R8V25-110/7401
- pompa zasilająca typu V 2H FC1A
- filtr paliwa dwukomorowy FVD10RP1.8 filcowo-papierowy
- wtryskiwacz typu WJ1 S78.7
- końcówka wtryskiwacza typu DSL 150A2
- pompa olejowa zębata
- filtr oleju szeregowy, pełnoprzepływowy PP-8.4
- rozrusznik R11a 2,9kW, 12V
- prądnica P20d 150W, 12V

#### Układ napędowy
- Sprzęgło – cierne, dwustopniowe, suche, tarczowe
- Skrzynia biegów – niesynchronizowana, z reduktorem
- Liczba przełożeń w przód/wstecz – 10/2
- Blokada mechanizmu różnicowego – mechaniczna

#### Układy jezdne
- Oś przednia nienapędzana, sztywna, zamocowana wahliwie na sworzniu
- Mechanizm kierowniczy hydrostatyczny
- Hamulec zasadniczy nożny hydrauliczny bębnowy, niezależny na oba koła tylne
- hamulec pomocniczy ręczny mechaniczny, taśmowy, niezależny od hamulca zasadniczego
- Max. prędkość do przodu 25,4 km/h przy ogumieniu 13-28
- ogumienie kół przednich 7,50-16
- ogumienie kół tylnych 14,9/13-28

#### Układy agregowania
- Podnośnik hydrauliczny z pompą hydrauliczną PZ2-KP-16 o wydajności 26 l/min i ciśnieniu 12 MPa. Liczba szybkozłączy hydrauliki zewnętrznej – 2
- TUZ kategorii II wg ISO, udźwig na końcach dźwigni dolnych – 1200 kg
- Zaczepy: górny zaczep transportowy, zaczep wahliwy oraz zaczep do przyczep jednoosiowych
- WOM zależny i niezależny – 540 obr./min

#### Wymiary ciągnika
- długość (bez układu zawieszenia) 3630mm